# Fekete Gábor (színművész)
Sastyinyi Fekete Gábor (? – 1849?) színész, színigazgató. Szuper Károly sógora.

## Életrajza
1829-től már kisebb társulatokat vezetett, 1835-ben több kisebb-nagyobb zalai városban játszottak.  1836. május 15. és június 15. között mint a Zalavármegyei Nemzeti Színész Társaság igazgatója szerepelt társulatával Pécsett. 1838 decemberében Halason fordult meg társulatával. 1839-től mint színigazgató a Dunántúlt járta, és mint színész kisebb víg- és komoly szerepekben maga is játszott. Szekszárdon is megfordult. 1840-től Győrben majd Székesfehérváron is működött, Erdős János pécsi társulatának volt a tagja ekkor. Székesfehérváron Győr és Székes-Fehérváron honosult színésztársaság volt társulata neve. 1842-ben Balatonfüreden volt színigazgató. Híres volt vadászszenvedélyéről és arról, hogy nem sokat törődött társulata rendjével. A szó szoros értelmében könnyelmű volt, de »szép észszel és sok jeles tulajdonnal bírt s valóban nem színigazgatónak, de fővadászmesternek született«, mondja róla sógora, Szuper Károly. Déryné is panaszkodik miatta: »Oh, balsors! bár soha hírét se hallottam volna Fekete Gábornak, mint színigazgatónak, mert becsületes, jó ember lehetett különben, de nem minden ember született kormányzónak. Szerencsétlen flótás!« Ugyanekkor a »Regélő« így ír róla: »Játéka hatásos, víg- és komorszerepekben egyképpen tetszetős, csak hogy ritkán, akkor is kis szerepekben van szerencsénk láthatni, mi, ha több jeles taggal birna társasága, csak megjárna, de így bizony nem tenne rossz szolgálatot az ügynek, mellyért küzd, ha az előadásokat vezéri buzgalommal emelné.«
1843-ban Pozsonyban is játszott, itt az országgyűlés alkalmából mint vállalkozó félépítette a ligetújfalui arénát. Mint kormánybiztos a szabadságharcban hunyt el.
Szigligeti Ede őróla formázta meg Vándorszínészek című vígjátékban a Kék nevű színigazgató alakját (1845). Színészként főként idősebb karaktereket alakított. Írt egy Sobri című darabot (1839), amely azonban elveszett.

## Magánélete
Neje Móritz Mária (később Kocsisovszky Jusztin felesége, Szuperné Mórocza Antónia nővére) színésznő volt, aki Szabadkán született 1815-ben és 1837. május 5-én lépett színpadra, meghalt 1905. június 14-én Szombathelyen.

## Fontosabb szerepei
- Gróf Tornallyai (Holbein: Frigyesi Elek)
- Don Matteo Cabrera (Kuthy L.: Fehér és fekete)